# Castello di Afragola
Il castello di Afragola è un castello medievale situato ad Afragola ed edificato probabilmente nel 1420 dalla famiglia Capece-Bozzuto o nel 1337 dagli Angiò-Durazzo, durante il regno di Roberto d'Angiò. Fu utilizzato originariamente come fortezza reale, per poi divenire palazzo feudale.

## Storia

### Origini
Il castello fu menzionato per la prima volta dal cronista Perger, a proposito della venuta dei Francesi nel Regno di Napoli nel 1495, scrivendo che il 5 ottobre "[I Francesi, ndr] venero a la Fragola et pigliarono lo Castello".
Nel 1337 fu di proprietà di Tommaso Mansella, l'allora signore di Afragola, per poi passare al suo successore Roberto di Capua, conte di Altavilla.
Tuttavia, esso non fu menzionato negli atti di vendita del castello da parte del re Carlo III di Napoli alla famiglia Capece-Bozzuto avvenuta il 2 maggio 1381, né da Pandolfo Collenuccio, il quale riportò nella sua opera, Istoria del Regno di Napoli, che, nel 1420, durante la campagna militare contro Alfonso V di Aragona, il generale del re Luigi III d'Angiò, Giacomo Sforza, si accampò con le sue truppe ad Afragola.
Dopo il 1407 il castello risultò disabitato e abbandonato, fino al 1444 quando il signore di Afragola, Nicola Maria Capece-Bozzuto, chiese ad Alfonso V d'Aragona di poterlo restaurare e fortificare.
Lo scrittore Giuseppe Castaldi ipotizzò, quindi, che l'edificio fosse stato edificato nel 1420 dalla stessa famiglia Capece-Bozzuto e che, all'interno di esso, fosse stato trasferito il palazzo baronale con giardini, fontane e appartamenti. Il castello fu, inoltre, menzionato in un atto di vendita del 1576 redatto da Paolo Bozzuto: "uno commodo castello et grande ad minus duc. 5000", venduto all'universitas di Afragola.

### XV e XVII secolo
Tuttavia, dopo il 1576, l'universitas concesse agli abitanti di costruire delle abitazioni vicino al castello e, inoltre, vendette il Conservatorio, due torrioni e due appartamenti, con annessi giardini, alla famiglia Grossi. Il 15 marzo 1685, Donato Grossi vendette l'edificio al parroco di San Giorgio, Domizio Russo, per 1098 ducati.
Il 5 marzo 1690, Russo vendette parte del castello alla principessa Caterina Morra per 1600 ducati, la cui famiglia decise però di cederla a Gaetano Caracciolo del Sole dè Duchi di Venosa per 1000 ducati, con annessi due giardini, una fontana, un torrione e appartamenti; questi ricostruì l'intera struttura, edificando tre appartamenti.

### XVIII secolo
Nel 1798, il sacerdote Nicola Jenco finanziò la costruzione dell'orfanotrofio della Santissima Addolorata per 165 ducati, mentre il castello fu venduto a Jenco e ai fratelli Marco, Giuseppe e Vincenzo Fatigati e nel 1823 fu edificata nelle vicinanze una chiesetta dedicata alla Santissima Vergine Addolorata.

### XX e XXI secolo
Il castello oggi ospita una scuola dell'infanzia e primaria paritaria, l'Addolorata.

## Struttura e stile
Il castello era composto da quattro torrioni ed era circondato da un fossato. Inoltre l'ingresso, oggi coperto, era costituito da un arco, una lapide marmorea, o un architrave a due livelli, e quattro archi, uno dei quali era posto ai piedi della torre dell'orologio (dove originariamente vi era l'ingresso della cappella dell'Addolorata), distrutta da un fulmine nel 1887 e infine abbattuta verso la fine del XIX secolo, sulla cui facciata rimane soltanto una croce di mattoni gialli; gli altri tre archi, invece, furono sostituiti da tre saracinesche.
La parte anteriore della torre era composta da una porta, mentre al primo e secondo piano vi era una balconata con archi di base e finestre; a sinistra, nei pressi dell'ingresso, invece, c'era un loggiato sostenuto da un arco.
In seguito ai rimaneggiamenti ottocenteschi e successivi, è rimasto uno solo dei due originari livelli, ora coperto da mattoncini rossi clinker, mentre l'arco d'ingresso è diventato una pizzeria, mentre quello ubicato a destra fu abbattuto e ricostruito durante i lavori del corso Enrico De Nicola, nel 1920.